# Liste der Kulturgüter in Dürrenäsch
Die Liste der Kulturgüter in Dürrenäsch enthält alle Objekte in der Gemeinde Dürrenäsch im Kanton Aargau, die gemäss der Haager Konvention zum Schutz von Kulturgut bei bewaffneten Konflikten, dem Bundesgesetz vom 20. Juni 2014 über den Schutz der Kulturgüter bei bewaffneten Konflikten sowie der Verordnung vom 29. Oktober 2014 über den Schutz der Kulturgüter bei bewaffneten Konflikten unter Schutz stehen.
Objekte der Kategorie A sind im Gemeindegebiet nicht ausgewiesen, Objekte der Kategorie B sind vollständig in der Liste enthalten, Objekte der Kategorie C fehlen zurzeit (Stand: 1. Januar 2023).

## Kulturgüter
| Foto |                                                         | Objekt                                      | Kat. | Typ | Standort                                    | Beschreibung |
| ---- | ------------------------------------------------------- | ------------------------------------------- | ---- | --- | ------------------------------------------- | --- |
| BW   | Datei hochladen · Wikidata zu Hoher Felsen (Q105348877) | Eisenzeitliche Höhensiedlung KGS-Nr.: 15339 | B    | F   | Auf dem hohen Felsen 653325 / 240324        | |
| BW   | Datei hochladen · Wikidata zu Ölmühle (Q29575911)       | Ölmühle KGS-Nr.: 15340                      | B    | G   | Alte Teufenthalerstrasse 10 653509 / 241448 | 1794 erbaute Ölmühle mit gut erhaltener technischer Anlage.                                                         |
| BW   | Datei hochladen · Wikidata zu Speicher (Q29575913)      | Speicher KGS-Nr.: 15341                     | B    | G   | Staldenstrasse 7.3 654160 / 241350          | Im 18. Jahrhundert erbauter Getreidespeicher. Zweigeschossiger Ständerbau mit Laube über gemauertem Kellergeschoss. |
| BW   | Datei hochladen · Wikidata zu Walti Haus (Q29575916)    | Walti-Haus KGS-Nr.: 15342                   | B    | G   | Staldenstrasse 7 654202 / 241346            | 1591 im spätgotischen Stil erbaute ehemalige Untervogtei. Dreigeschossiger Mauerbau unter abgewalmtem Satteldach.   |